# Station Tinglev
Station Tinglev is een station in Tinglev in de Deense gemeente Aabenraa. Het station ligt aan de doorgaande lijn van Padborg naar het noorden. 
Vanaf Tinglev loopt een zijlijn naar Sønderborg. Tot 2001 liep er ook nog een zijlijn naar Tønder, maar die is gesloten en grotendeels opgebroken.